# Esther Mahlangu
Esther Mahlangu, née en 1935 dans l'ancienne province du Transvaal (Afrique du Sud), est une artiste sud-africaine de culture Ndébélé. 
Elle est connue pour ses peintures contemporaines, à grande échelle, dans un style géométrique faisant référence à cet héritage Ndebele.

## Biographie
Esther Mahlangu est née en 1935 à Middelburgn Mpumalanga, en Afrique du Sud, dans une ferme à l’extérieur du bourg, et appartient au peuple Ndebele du sud,. Elle est la première d’une fratrie de neuf enfants, six garçons et trois filles. Elle commence à peindre à l'âge de dix ans, guidée par sa mère et sa grand-mère. Une tradition de son pays natal consiste pour les femmes à préparer des pigments, et à peindre l'extérieur des maisons. C'est ainsi qu'elle commence son parcours artistique, et se construit une réputation locale, se distinguant à la fois par l’originalité de son travail artistique et sa capacité à inscrire ce travail dans une tradition,. Elle se marie et a plusieurs enfants, mais seul un garçon atteint l’âge adulte. Son mari meurt également. La région vit également dans une tourmente politique et sociale générée à l'époque par l'apartheid et la ségrégation raciale, associés à des déplacements de population, qui ont tendance à renforcer l'attachement de ces populations à leur culture. Entre 1980 et 1991, ses talents en peinture murale lui valent d’être employée dans le village historique de Botshabelo, un musée en plein air consacré à la culture Ndebele.

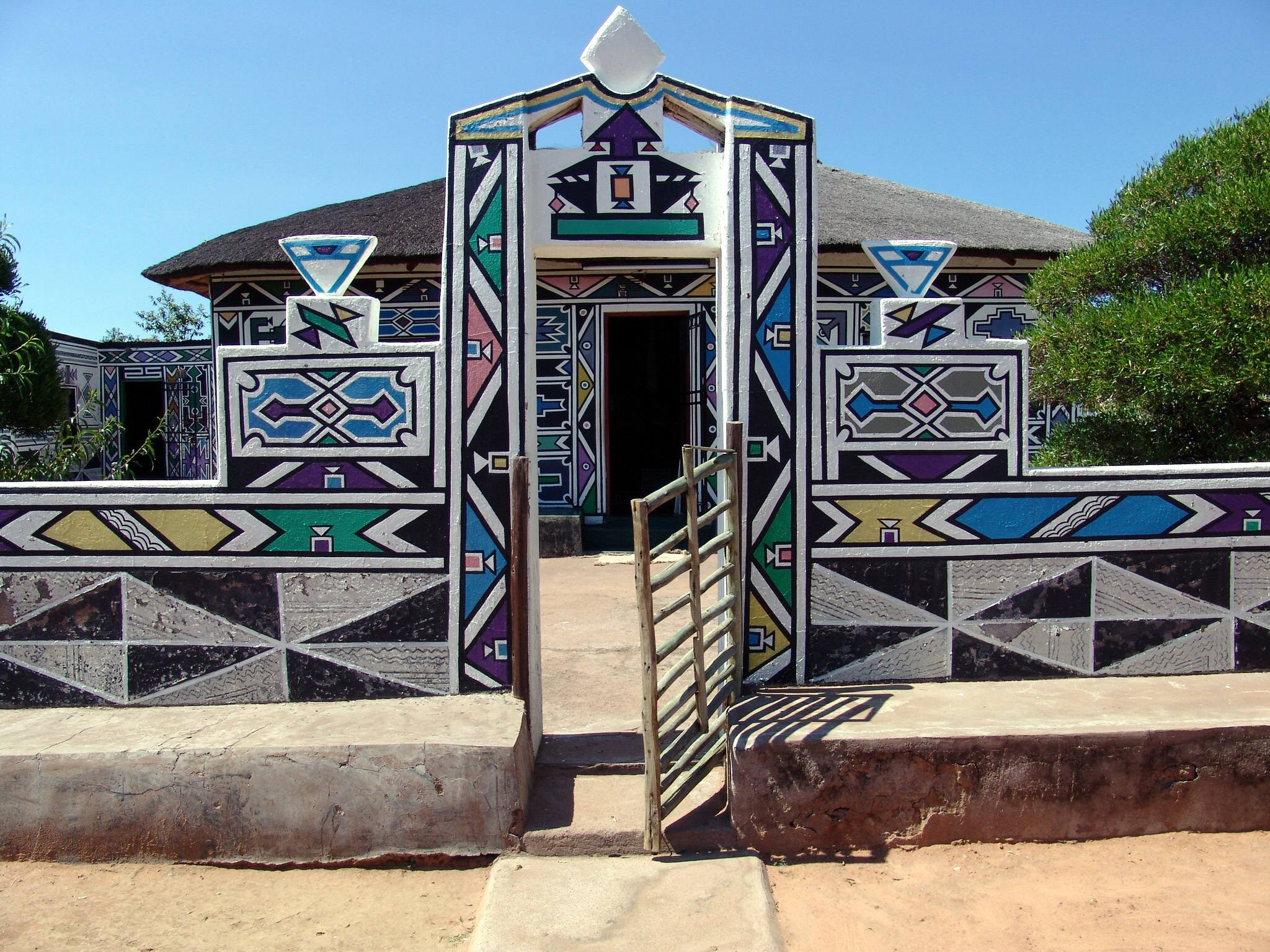
La maison d'Esther Mahhlangu dont la réplique fut mise en place en 1989 à la grande halle de La Villette.

L’attention internationale est attirée sur ses créations lors d'une exposition en 1989, intitulée Magiciens de la terre, organisée par Jean-Hubert Martin,.  Cette manifestation parisienne proposée au public pendant l’année du bicentenaire de la Révolution ,  expose, au centre Beaubourg et à grande halle de La Villette,  différentes facettes de l’art contemporain dans le monde, y compris des artistes jusqu'alors inconnus,, qui n’avaient pas accès aux circuits d’arts, musées ou galeries : « dans le langage courant, l’international en matière d’art contemporain est ce qui circule entre New York, Paris, Tokyo, en passant par Bâle, Cassel et Venise. Une grande partie du monde se trouve là oubliée, qui a pourtant des œuvres à montrer ». Cette exposition des Magiciens de la terre veut montrer le travail de créateurs d’Asie, d’Afrique ou d’Océanie jusqu’alors négligés, côte à côte avec celui d’artistes occidentaux réputés. Pour préparer cette exposition, l'équipe de commissaires est envoyée par Jean-Hubert Martin  parcourir les continents pendant des mois, à la rencontre des artistes.  « Dans le KwaNdebele, en Afrique du Sud, par exemple, j'ai emprunté toutes les routes, toutes les pistes pour voir la quasi-totalité des maisons peintes par les femmes », raconte ainsi l’un de ces commissaires, André Magnin, à propos de sa découverte du travail d’Esther Mahlangu. « Je suis tombé en arrêt devant l'une d'entre elles. C'est donc cette femme qui est venue deux mois à Paris. C'est bien après que j'ai appris que c'était la plus réputée et même qu'elle enseignait son art dans un musée de plein air de sa région ».
L'exposition Magiciens de la terre présente 101 créateurs, dont 10 femmes, et, parmi ces dix femmes, deux femmes du continent africain, la Sud-africaine Esther Mahlangu et la Sénégalaise Seyni Awa Camara. Sur place, elle a la surprise de découvrir une réplique de sa maison, installée dans la grande halle de La Villette, presque identique, à l'exception du toit en aluminium et non en chaume, qu'on lui propose de peindre. Ce qu'elle fait devant les visiteurs, pendant plusieurs semaines, avec des fresques inédites, et « avec des plumes de poulet, sans pinceaux [...] comme me l'avaient enseigné ma mère et ma grand-mère », explique-t-elle.
Mais elle n'hésite pas non plus à utiliser pour ses créations des supports peu traditionnels. Ainsi, en 1991, BMW lui commande la création d'un art car, comme la firme l'a fait précédemment avec d'autres créateurs (dont Andy Warhol, David Hockney et Frank Stella). La voiture, une BMW 525i, est le premier African Art Car peint,. Elle est la première femme et la première non Occidentale à être mise à contribution dans cette série de réalisations,. Le véhicule est exposé au National Museum of Women in the Arts à Washington, en 1994. Elle intervient également en 1997 sur les queues des avions de British Airways, et, dix ans plus tard, en 2007, sur une Fiat 500 à l'occasion de l'exposition Why Africa ? en 2007, à Turin.

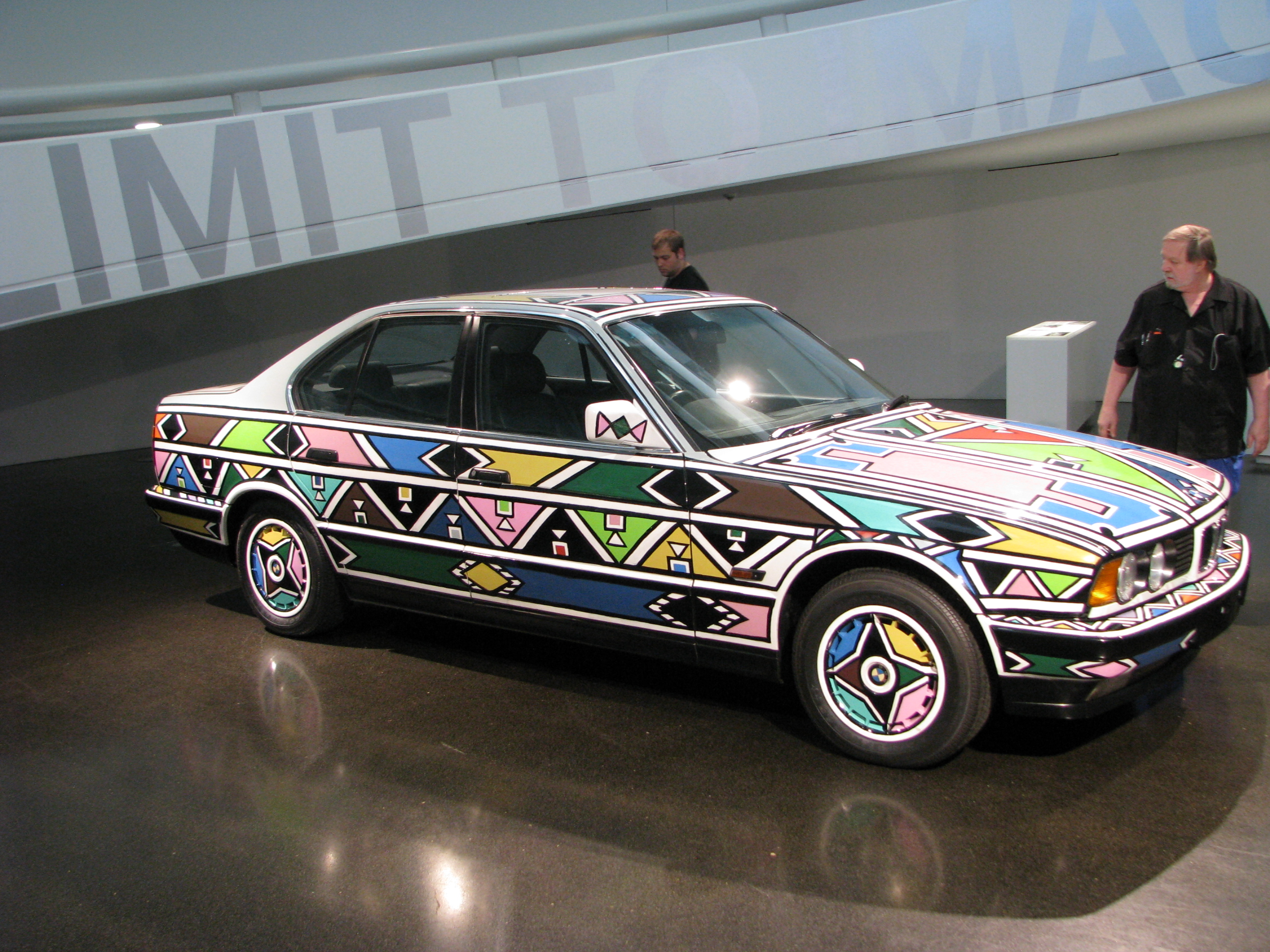
BMW Art Car d'Esther Mahlangu

Elle devient l'une des femmes artistes du continent africain dont les créations sont le plus souvent présentées sur la scène internationale. Lors de la biennale de Lyon de 2000, elle réalise en duo avec l'artiste américain conceptuel Sol LeWitt une œuvre commune de 10 mètres de longueur sur 4 mètres de hauteur. Ses œuvres entrent dans les grandes collections privées, par exemple celle de Jean Pigozzi, la Contemporary African Art Collection, et dans plusieurs musées occidentaux. En 2014, elle se voit commander deux grandes œuvres d'art par le Musée des beaux-arts de Virginie. Pour autant, elle revient vivre dans sa région natale dans les années 2010, en contact étroit avec sa culture.
Elle s'installe dans la région de Middelburg, en KwaNdebele, et y dirige une école qui enseigne aux jeunes filles non seulement la peinture mais aussi la technique de composition sur des perles. Elle ne considère pas la tradition comme statique, et incorpore dans ses œuvres divers stimuli. Elle n'hésite pas, ainsi, à participer au design de produits  de marques, pour des bénéfices bénéficiant à la lutte contre le sida.

## Thèmes et techniques

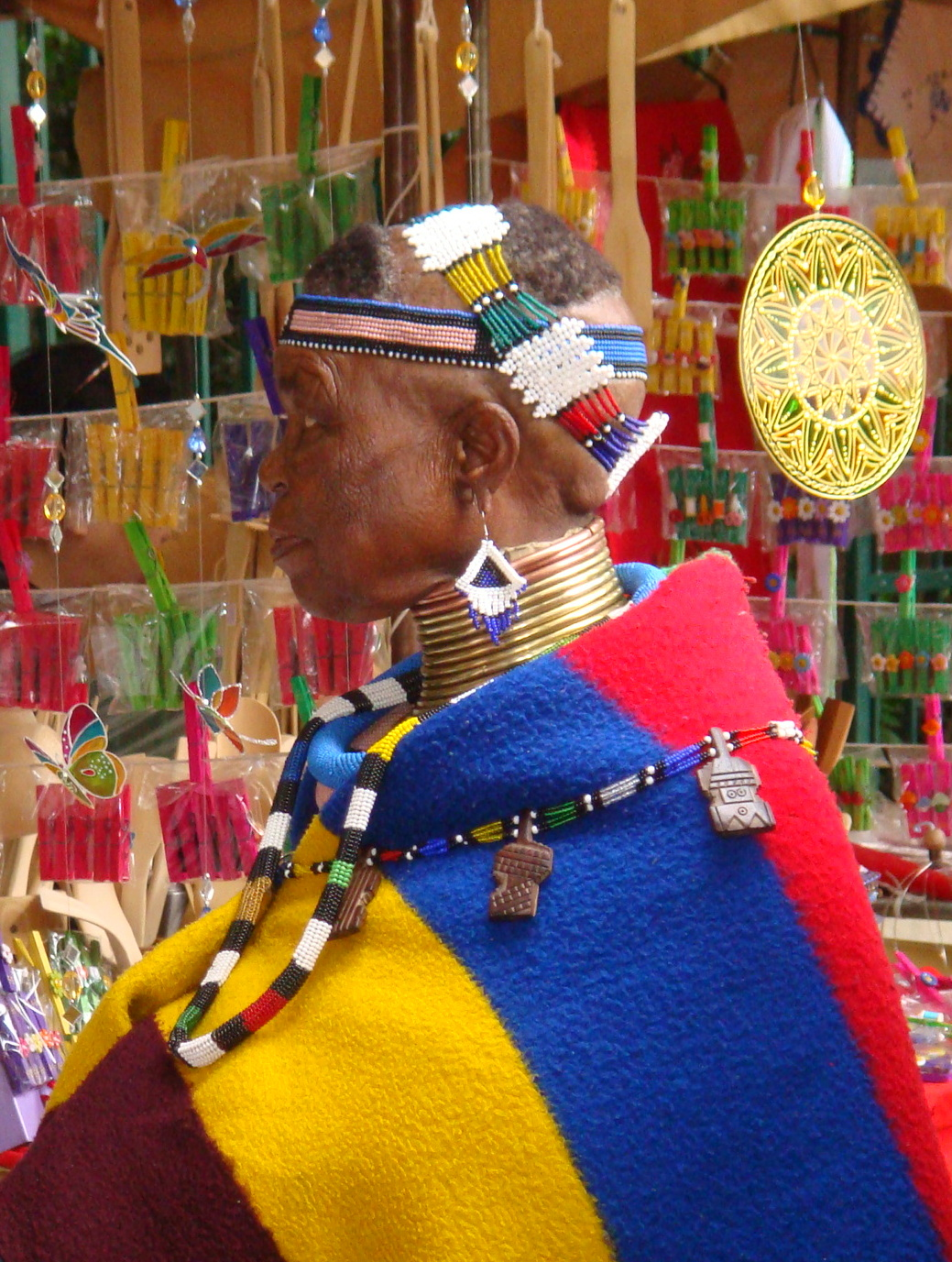
En 2009.

Elle dessine à main levée sans mesure ni esquisse préalable. S'inspirant des vêtements et des bijoux du peuple Ndebele, ses œuvres sont généralement très colorées, avec des motifs géométriques. Ses peintures peuvent être de grandes tailles. L'artiste suit une tradition stylistique, communiquée, apprise et transmise uniquement par les femmes au sein de sa famille. Ces peintures sont étroitement liées à l'ancienne tradition de décoration des maisons à l'occasion du rite de passage pour les garçons. Entre dix-huit et vingt ans, les jeunes de la tribu participaient à un rituel qui confirmait leur passage à l'âge adulte. Pour célébrer cet événement, les femmes repeignaient complètement l'intérieur et à l'extérieur de leurs maisons avec une préparation spécifique à base de bouse de vache et de craie, en utilisant un vaste répertoire de figures traditionnelles. Ces dessins sont caractérisés par la présence de formes géométriques répétées, de couleurs vives, liées par une fine bordure noire contrastant nettement avec le fond blanc Bien que simple en apparence, l'abstraction géométrique qui est révélée par ces peintures est soulignée par la répétition constante et finalement assez complexe de ces formes simples .
Bien que s'inscrivant dans une tradition culturelle, Esther Mahlangu a radicalement changé les médias et les techniques utilisés. L'artiste, en plus d'utiliser des pigments et des couleurs industrielles, a appliqué ces lignes et ses motifs géométriques sur des substrats nouveaux, des sculptures, des céramiques, des automobiles et même des avions.

## Principales expositions

### Principales expositions personnelles
- 1998 : Musée des arts africains et océaniens, Paris, France.
- 2003 : Esther Mahlangu, Irma Stern Museum, Le Cap, Afrique du Sud.
- 2005 : Esther Mahlangu, 34 Long, Le Cap, Afrique du Sud.
- 2007 : Esther Mahlangu, 34 Long, Le Cap, Afrique du Sud.
- 2008 : Esther Mahlangu : Reacquiring, The Kyle Kauffman Gallery, New York, États-Unis.
- 2012 : Overlay, 34FineArt, Le Cap, Afrique du Sud.
- 2014 : Esther Mahlangu :  An Artistic Residency, Musée des beaux-arts de Virginie, Richmond, États-Unis.
- 2015 : Esther Mahlangu 80, Irma Stern Museum, Le Cap, Afrique du Sud.
- 2016 : BMW Lounge, Frieze Art Fair, Londres, Grande-Bretagne.
- 2017 : A Tribute to Nelson Mandela, The Melrose Gallery, Johannesburg, Afrique du Sud.

### Principales expositions collectives
Esther Mahlangu a participé à partir de 1989 à un grand nombre d'expositions collectives, dont seule une sélection figure ci-dessous.
- 1989 : Magiciens de la terre, Centre Georges Pompidou, Paris, France
- 1991 : Africa Hoy, Centro Atlántico de Arte Moderno, Las Palmas de Gran Canaria, Espagne.
- 1991 : BMW Art Cars, Johannesburg, puis Durban, et Le Cap, Afrique du Sud
- 1992 : BMW Art Cars, Documenta9, Cassel, Allemagne
- 1997 : Mural, National Museum of Women in the Arts, Washington, États-Unis.
- 1998 : Africa Africa Vibrant New Art from a Dynamic Continent, Tobu Museum of Art, Tokyo, Japon.
- 2000 : 5e biennale d'art contemporain de Lyon, Halle Tony Garnier, Lyon, France[15].
- 2001 : South Africa Today, The Helsinki Fair Centre, Finlande.
- 2002 : The Art of Colour, Knysna Fine Art Gallery, Knysna, Afrique du Sud.
- 2002 : Passport to South Africa, Centro Culturale Trevi, Bolzano, Italie.
- 2003 : Dentro e Fuori le Mura, Fabbrica Eos, Milan, Italie.
- 2005 : African Art Now : Masterpieces from the Jean Pigozzi Collection, Musée des beaux-arts de Houston, États-Unis.
- 2005 : Arts d'Afrique, Forum Grimaldi, Monaco, France.
- 2006-2007 : 100% Africa, Musée Guggenheim, Bilbao, Espagne.
- 2007 : Why Africa? , Pinacothèque Giovanni et Marella Agnelli, Turin, Italie.
- 2008 : Philadelphia Museum of Art, États-Unis.
- 2009 – 2010 : Africa? Una nuova storia, Complesso del Vittoriano, Rome, Italie.
- 2009 : 3e Biennale de Moscou d’art contemporain, Russie.
- 2010 : La mostra sulla Regina d'Africa Esther Mahlangu, Naples, Italie.
- 2010 : Africa. Objetos y Sujetos, Teatro Fernan Gomez, Musée national centre d'art Reina Sofía, Madrid, Espagne.
- 2010 : ATASA Trust Southern Africa Handcraft & Ndebele Art Exhibition, Quartier de Newtown à Johannesburg, Afrique du Sud.
- 2013 : 1:54 Contemporary African Art Fair, Londres, Grande-Bretagne.
- 2014 : Cape Town Art Fair, Le Cap, Afrique du Sud.
- 2014 : Les Magiciens de la Terre nouvelle édition, Centre Georges Pompidou, Paris, France.
- 2014 : Traditional African Murals, Musée d'art africain de Belgrade, Serbie.
- 2015 : 40 years of BMW Art Cars, Musée BMW, Munich, Allemagne.
- 2016 : South Africa the art of a nation, British Museum, Londres, Grande-Bretagne.